# 鮎川圓
鮎川圓（日语：鮎川 まどか）是日本動漫畫作品《橙路》（きまぐれオレンジ☆ロ－ド）的女主角，電視動畫版與新劇場版日語配音員為鶴弘美，《週刊少年Jump》特別動畫版配音員為島津冴子，廣播劇版配音員為櫻井智。

## 小檔案
- 出生日期：1969年5月25日
- 星座：雙子座
- 專長：打架、唱歌、彈貝斯、薩克斯風、打網球、游泳、作曲、編織……
- 家庭背景：爸媽是世界知名音樂家，常在外地表演。在國中時代，她與姊姊（日語配音員為川村万梨阿）同住。
- 動畫版人物設定：高田明美
- 和《福星小子》的拉姆、《相聚一刻》的音無響子、《幸運女神》的蓓兒丹蒂（另一派說法為《鄰家女孩》的淺倉南）並稱為「80~90年代動漫界四女神」。[來源請求]

## 名字解析
原作者松本泉曾表示（愛藏版第3卷）「鮎川圓」的名字是來自SHEENA & THE ROKKETS的「鮎川誠」和ダディ竹千代&東京おとぼけCATS（Daddy竹千代&東京裝傻CATS）的主唱「さんままどか」，鮎川圓的原型則是來自發行專輯「少女A」時期的中森明菜。

## 簡介
圓的音樂能力相當強，會吹薩克斯風、彈貝斯、作曲。從小因父母工作常居國外，使得圓從小就失去被人關愛的溫暖，個性漸漸變得孤僻、寡言；更因她長期與一些不良少年在一起，在國中時被同學認為是不良少女，打架常常都把對方打得要死不活，所以大家稱她為「Madoka "The Pick"」。深愛著春日恭介，會去吃春日恭介和檜山光的醋。六年前還是短髮小女孩的時候遇到了穿越時空來到六年前的春日恭介（同時也是圓的初吻對象）。而最心愛的紅色帽子，就是六年前的春日恭介買給圓的，而因為春日恭介跟六年前的圓說喜歡長髮溫柔短裙之類的女生，後來變成一個留長頭髮的女孩子。

## 影響
《橙路》原作者松本泉本來希望《橙路》是一個「不良少女與乖乖牌愣小子的戀愛故事」，所以創造了圓；但是圓意外地大受歡迎，《橙路》電視動畫版製作群不得不修正其形象，將她在原作中的許多不良行為刪掉；在電視動畫版後期，觀眾根本看不出她哪裡不良。而此後許多ACG作品常有1至2個略帶不良色彩的美少女角色，例如養成遊戲《卒業》系列的新井聖美、《同級生2》的南川洋子；《卒業》系列甚至刻意選定鶴弘美擔任新井聖美的配音員，這是因為《橙路》電視動畫版中的圓的配音員正是鶴弘美。